# Apanteles aichagirardae
Apanteles aichagirardae (лат.) — вид мелких наездников рода Apanteles из подсемейства Microgastrinae семейства бракониды (Braconidae). Обнаружены в Центральной Америке: Коста-Рика (Guanacaste).

## Описание
Мелкого размера перепончатокрылые насекомые: длина тела от 3,1 до 3,4 мм, длина переднего крыла до 3,6 мм. Основная окраска тёмно-коричневая. Коготки лапок с одной базальной сетой. Соотношение длины и ширины птеростигмы: 2,6-3,0. Паразитируют на молевидных бабочках из семейства Злаковые моли-минёры (Elachistidae). Вид был впервые описан в 2014 году канадским энтомологом Хосе Фернандес-Триана (Jose L. Fernández-Triana; Department of Integrative Biology and the Biodiversity Institute of Ontario, Университет Гелфа, Гелф, Онтарио, Канада) и назван в честь Аичи Жирарди (Aicha Girardi; Estación Biológica Santa Rosa) за её помощь в подготовке фотографий типовых экземпляров для статьи
.